# Tulipán banátský
Tulipán banátský (Tulipa hungarica) je endemický druh tulipánu, rostoucí v soutěsce Železná vrata. Rostlinu popsal maďarský botanik Vince Borbás v době, kdy se naleziště nacházelo na území Rakousko-Uherska. Druhové jméno „hungarica-maďarský“ tak bylo příhodné pouze do rozpadu Rakousko-uherské monarchie. Časem rostlina dostala přídomek banátský, kazanský, dunajský či rodopský.

## Popis
Tulipán banátský je vytrvalá rostlina s malou cibulkou vejčitého tvaru. Je schopna se vegetativně rozmnožovat z přisedlých cibulek, vyrůstajících z hlavní cibule. Stonek o výšce 40 – 60 cm vyrůstá z velkých našedlých listů o délce přes 30 cm.
Žluté květy bez vůně jsou tvořeny třemi vnitřními a třemi vnějšími štíhlými okvětními lístky zakončenými špičkou, takže vyvolávají dojem šesticípé hvězdy. Po odkvětu vytváří podlouhlou tobolku s hnědými semeny.

## Výskyt
Roste na vápencových půdách na dobře osluněných stanovištích. Podle některých zdrojů je endemitem soutěsky Železná vrata, podle jiných se v nevýrazných lokalitách vyskytuje i v jiných oblastech Balkánu. Jednoznačná a nezpochybnitelná taxonomie od konce 19. století stále neexistuje. Problematiku naznačuje množství synonym a subspecií. Každopádně populace v legendární dunajské soutěsce je nejznámější.

## Výskyt v soutěsce Železná vrata
Po napuštění přehradního jezera v roce 1972 stoupla hladina Dunaje v soutěsce o zhruba 30 m a zaplavila většinu oblastí s výskytem tulipánu v Srbsku. Od roku 2008 není výskyt rostliny v Srbsku potvrzen. Na rumunské straně soutěsky se na strmém svahu masivu Ciucarul Mare vyskytuje v počtu 900 – 1 000 kusů. Většinou v dubnu vykvete po dobu několika týdnů a oživí prosluněnou jižní stráň, padající přímo do vody. V té době je lákadlem turistů na výletních lodích. Vzhledem k nepřístupnosti terénu je ochrana zákonem chráněného druhu zajištěna. Plánuje se založení nových kolonií opět na srbské straně.
V přísně střežené lokalitě nad elektrárnou Železná vrata se nachází nejvzácnější poddruh Tulipa hungarica ssp.undulatifolia s vonnými květy a zvlněnými okvětními lístky.  
Květ banátského tulipánu je znakem rumunského Národního parku Železná vrata a rostlina se těší značné popularitě. O jejím původu existují přinejmenším dvě legendy, které se shodují pouze v krutosti příběhu. Podle jedné vznikly květy rostliny ze slziček opuštěného děvčátka, které macecha vyhnala z domu.
Podle druhé se ze skály v Kazanské soutěsce vrhla dívka ve žlutých šatech, které rodiče zakázali lásku k chudému pastýři. Při pádu na stěně srázu zůstaly kusy rozervané látky, které se proměnily v kolonie zářících květů.